# Țaga, Cluj
Țaga este satul de reședință al comunei cu același nume din județul Cluj, Transilvania, România.

## Istoric
Fostul sat învecinat Ghiolț (în maghiară Göes, în germană Götz, Götzen) a fost unit cu satul Țaga. Cu ocazia reformei administrative din anul 1968, Ghiolțul a fost integrat localității Țaga, cu care practic se unise prin construcțiile caselor noi care s-au tot adăugat între cele două sate vecine. Ghiolț este consemnat documentar ca localitate în actele vremii, începând din anul 1298

## Imagini

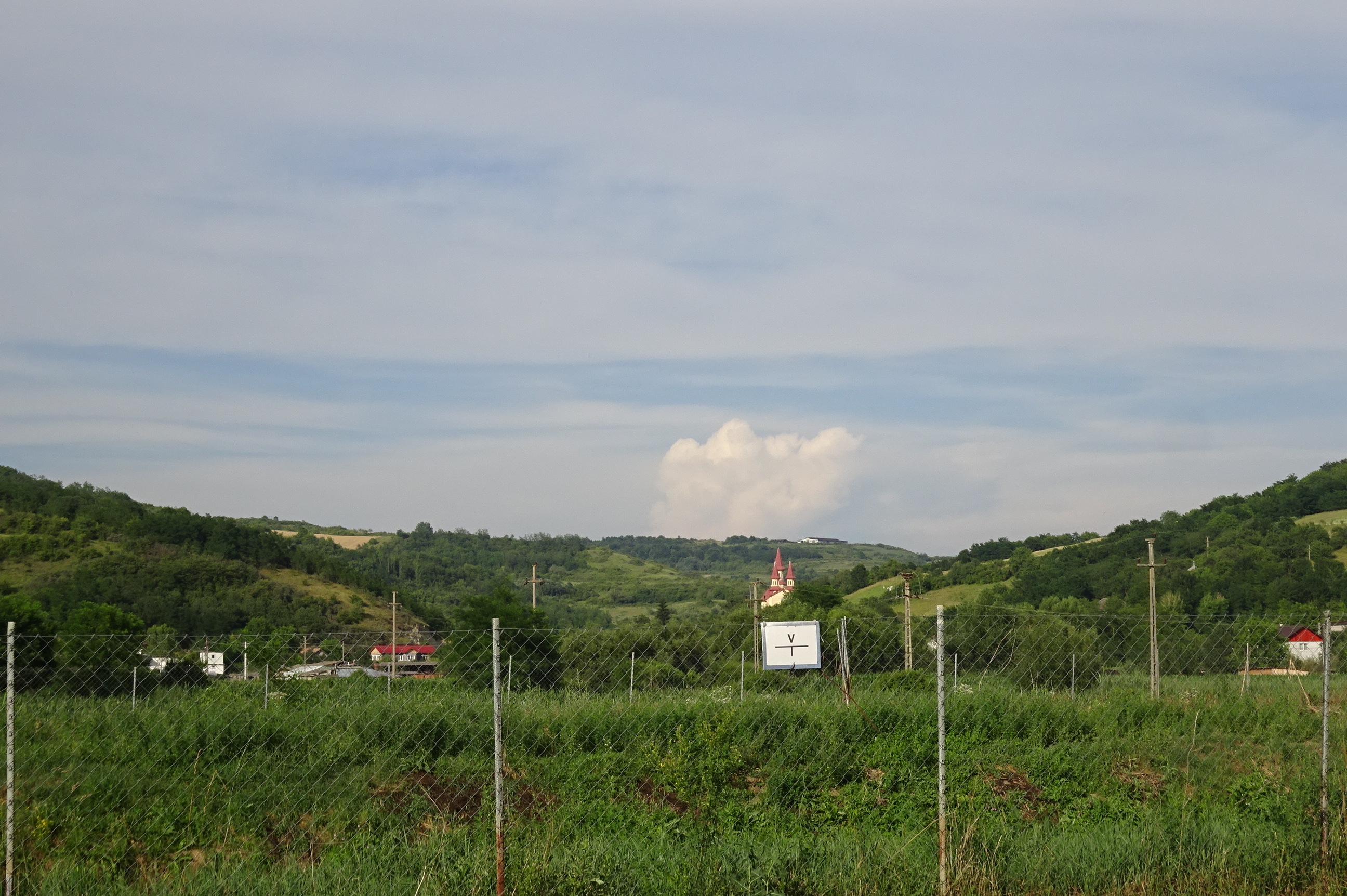
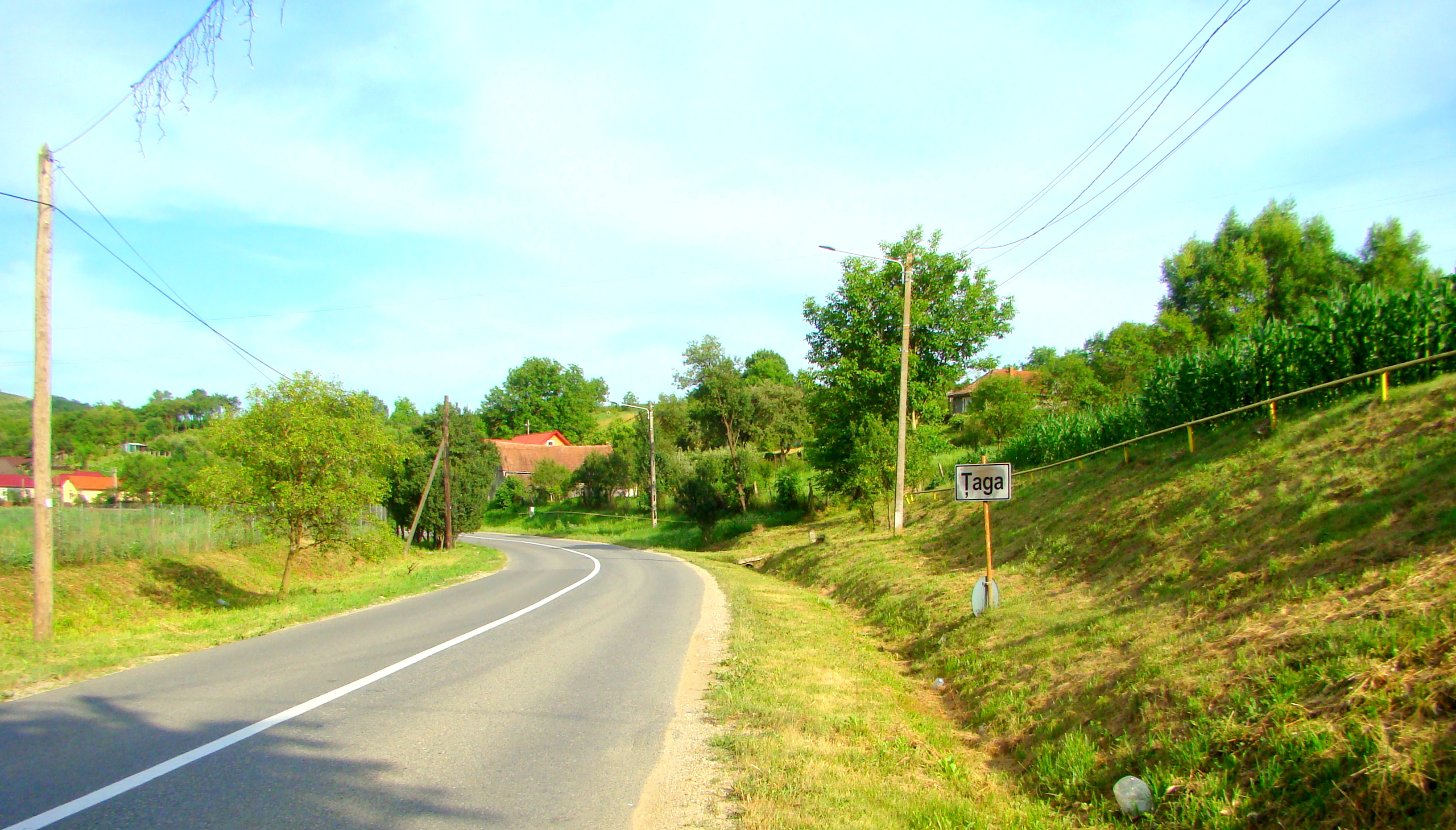
Intrarea în localitate
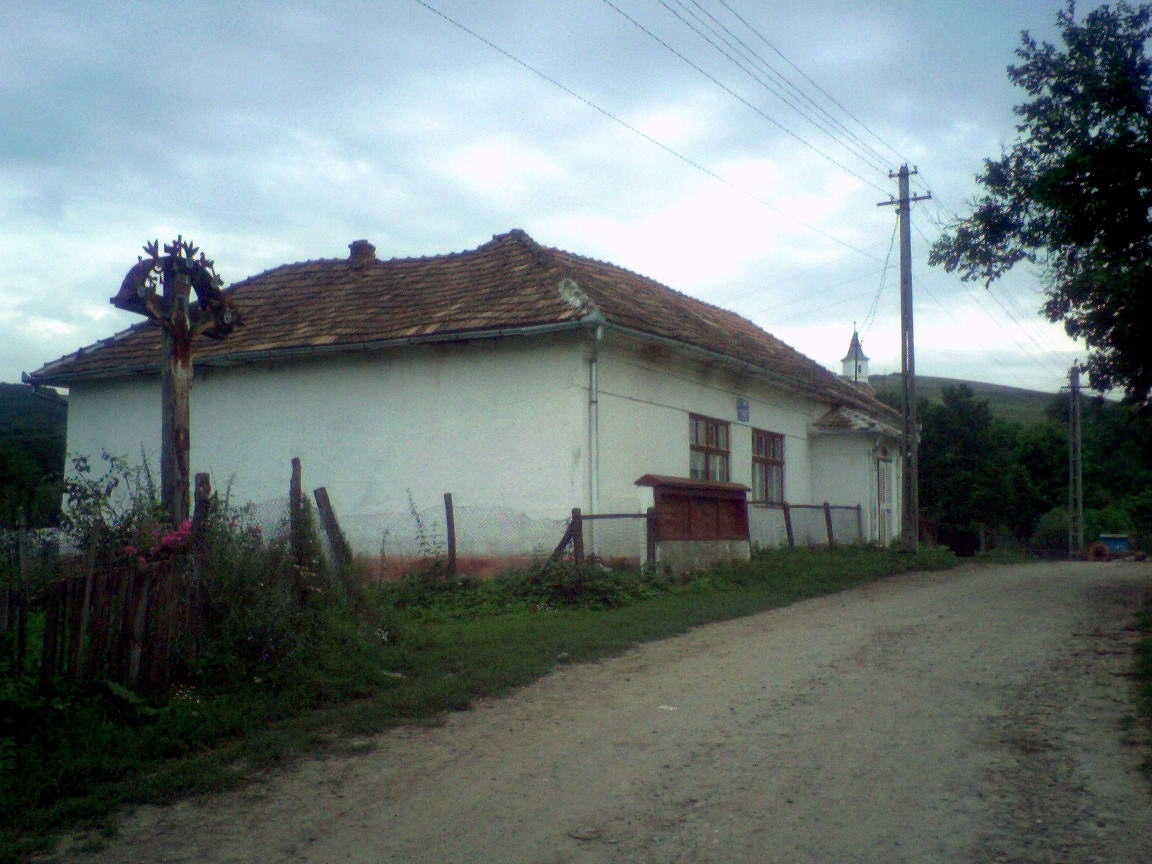
Căminul Cultural
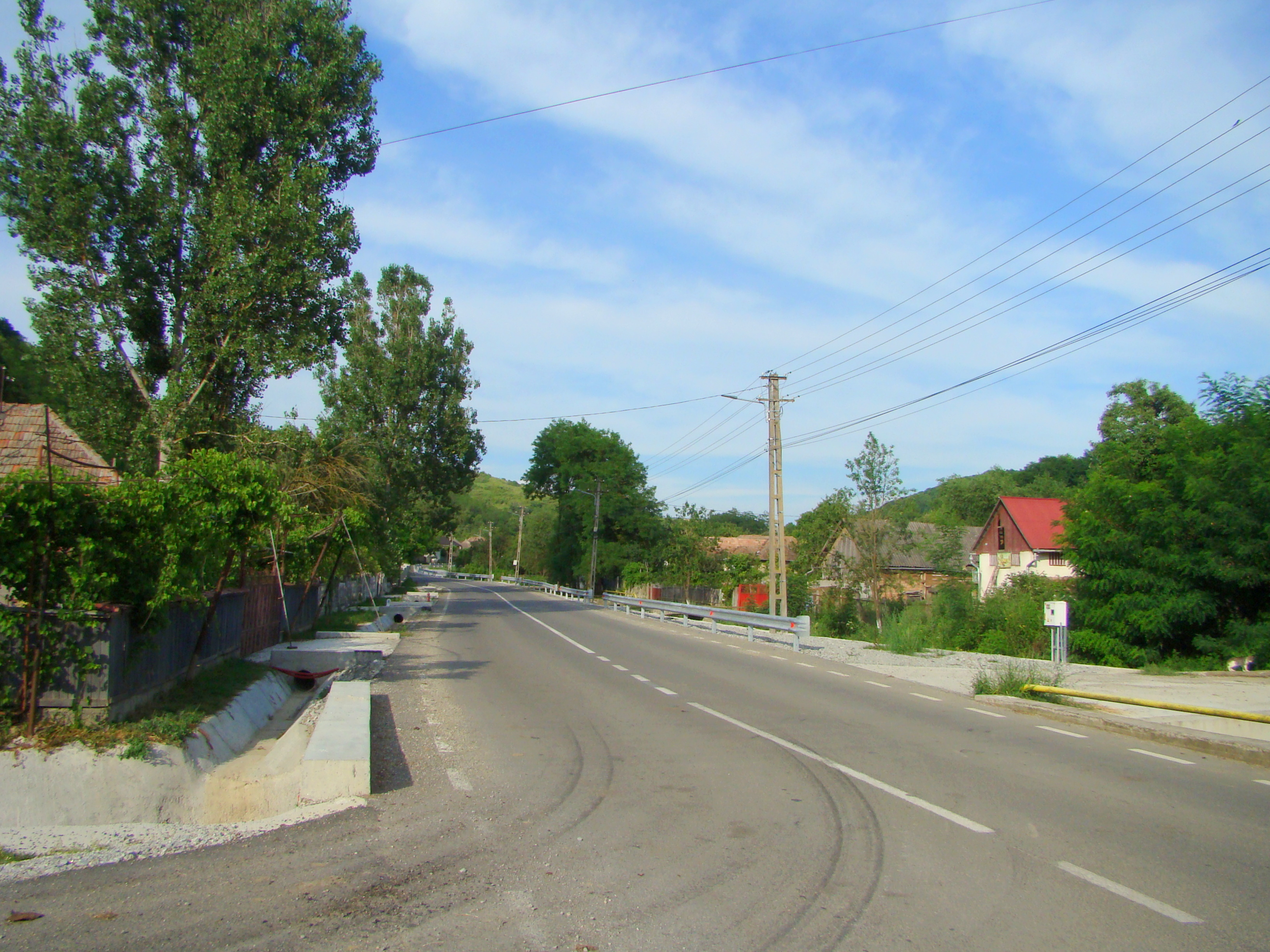
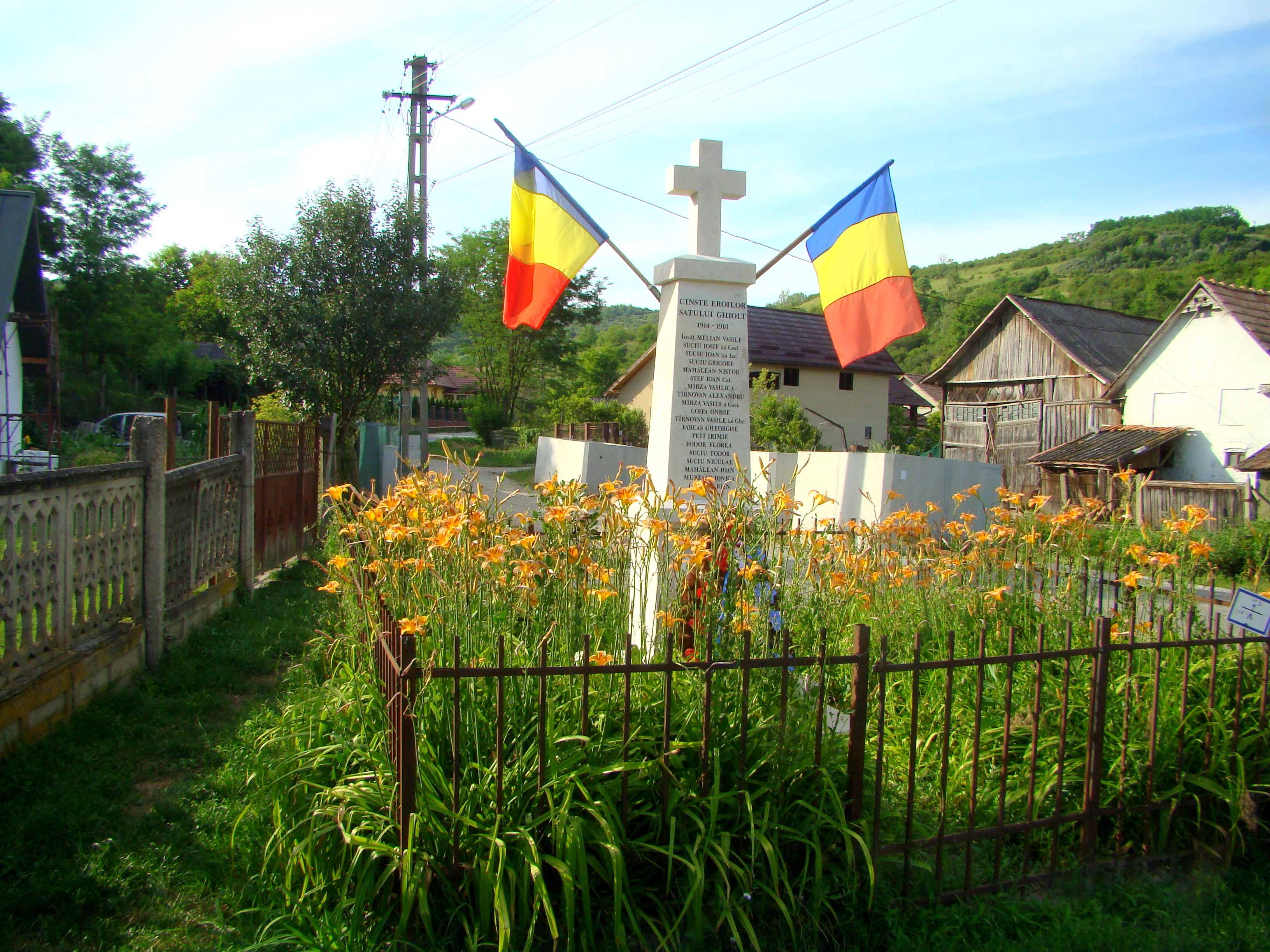
Monumentul Eroilor din fostul sat Ghiolț
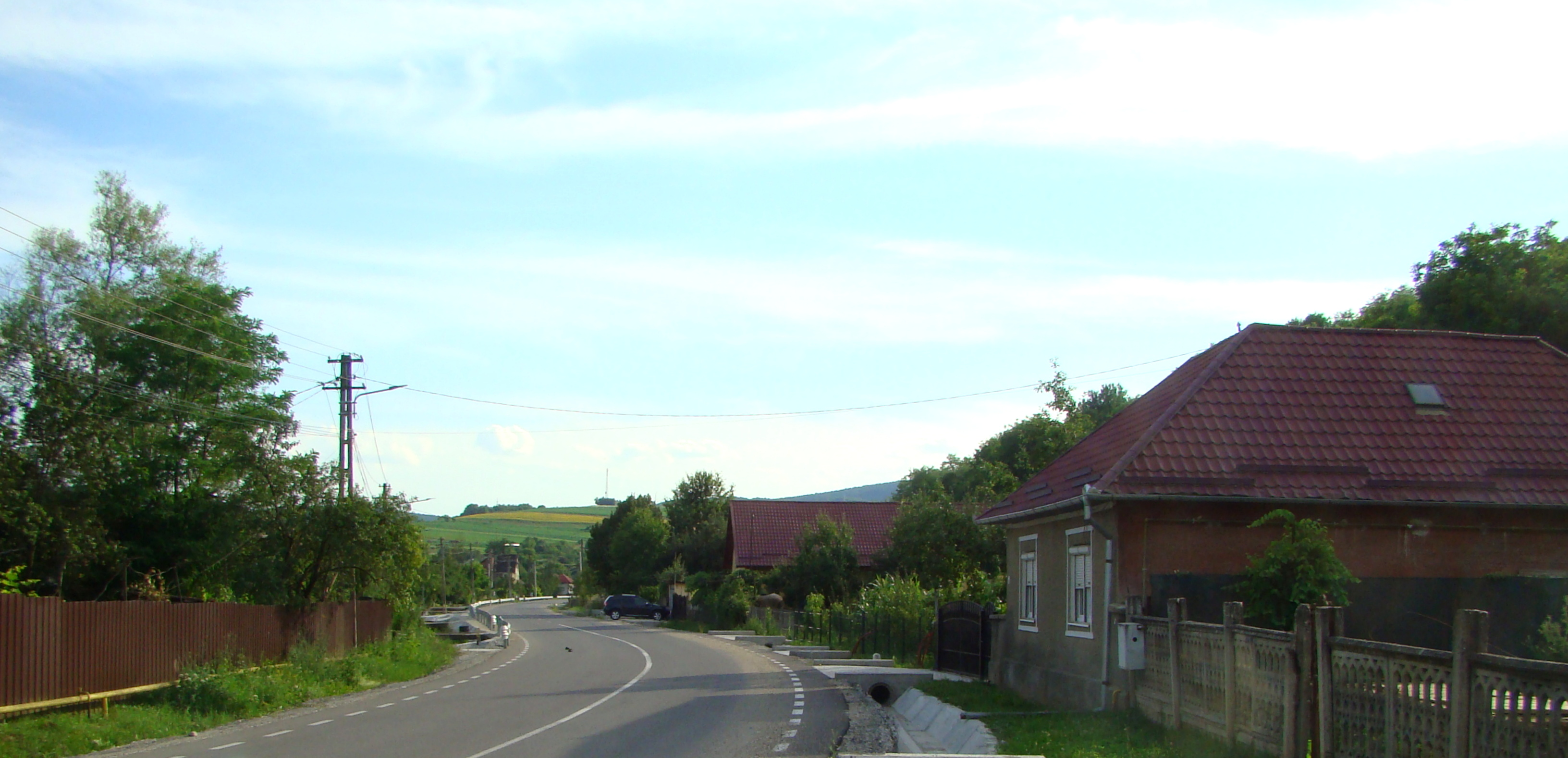
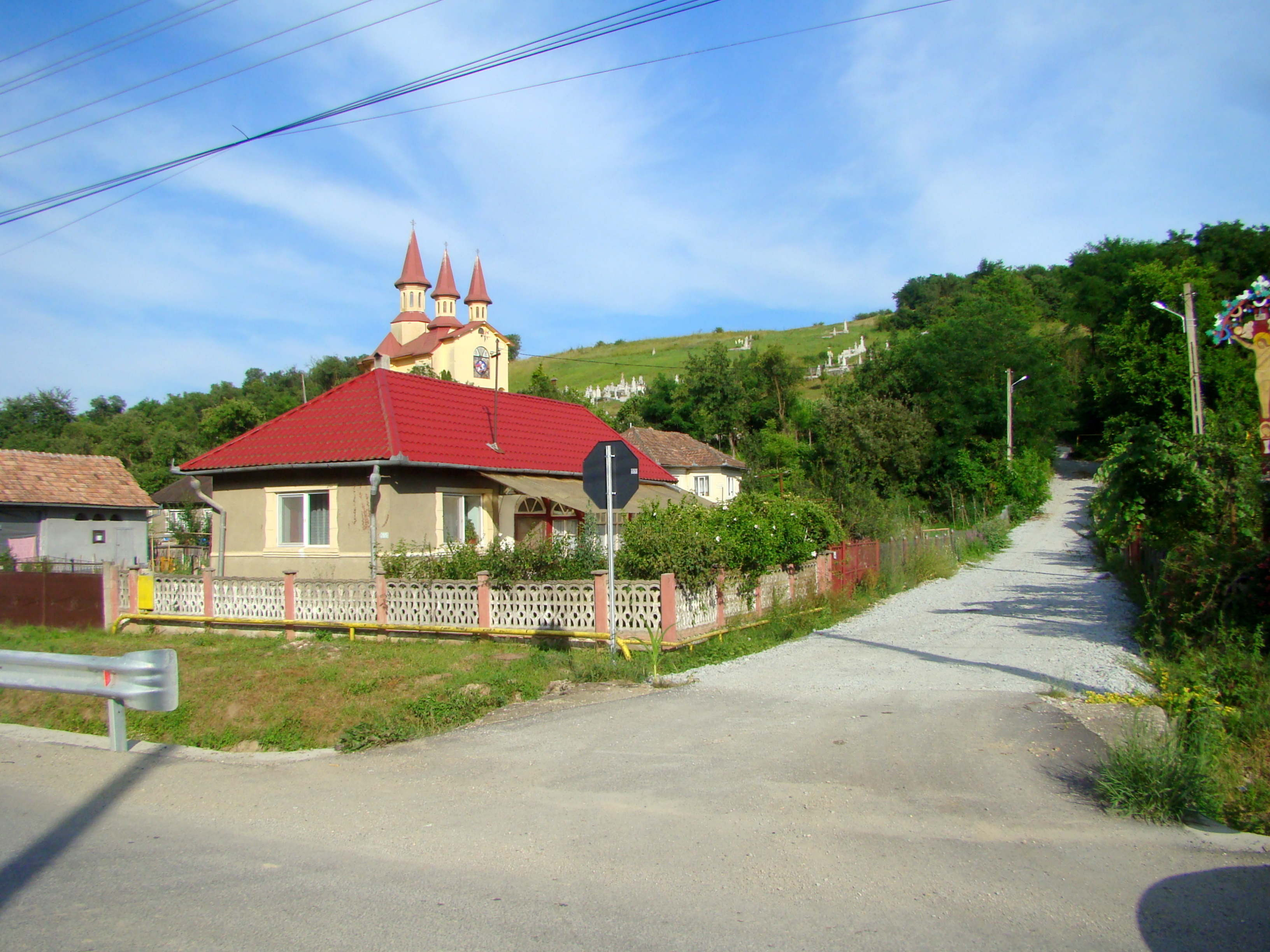
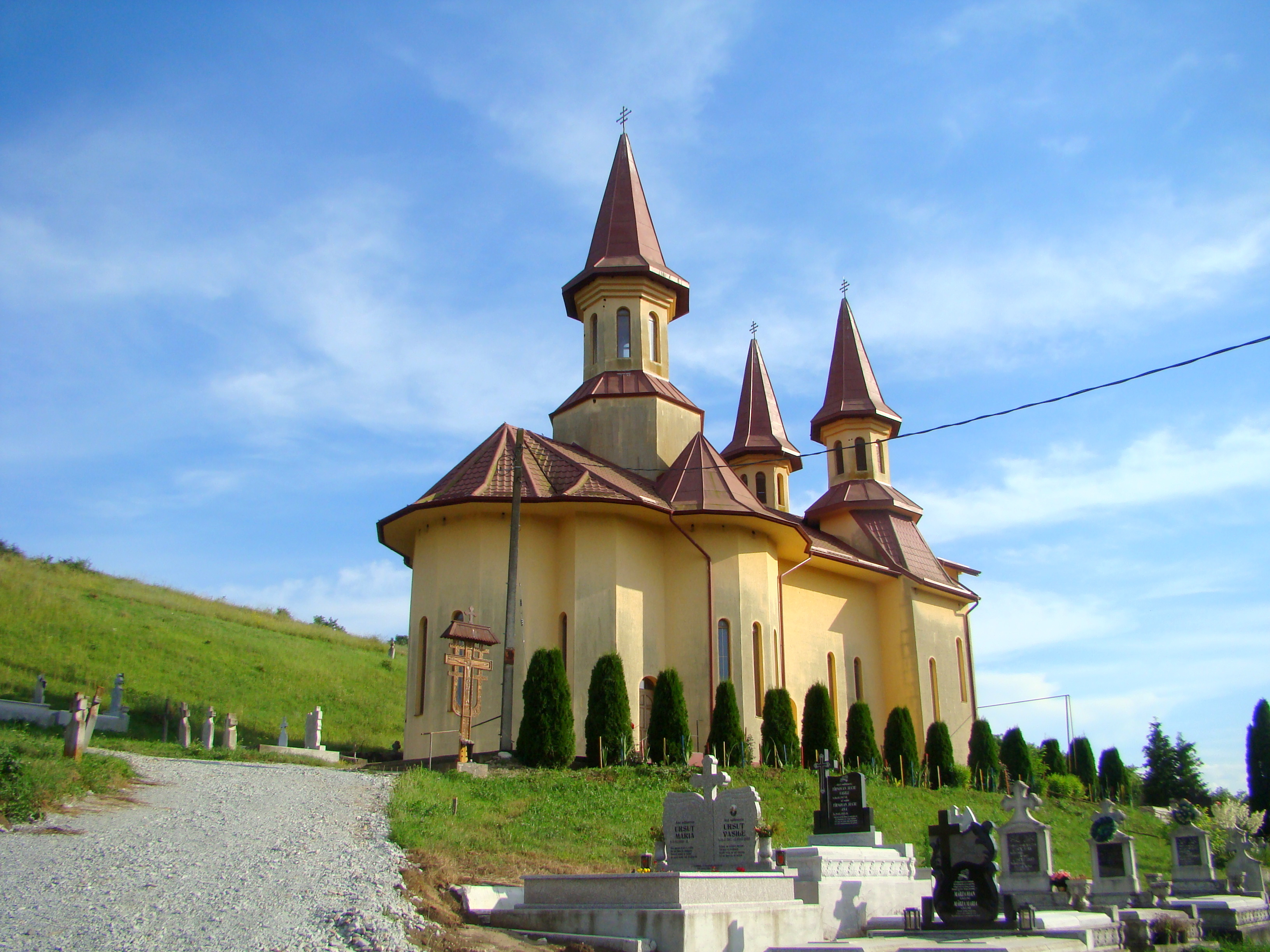
Biserica „Sfântul Mare Mucenic Gheorghe” din Țaga (filia Ghiolț)
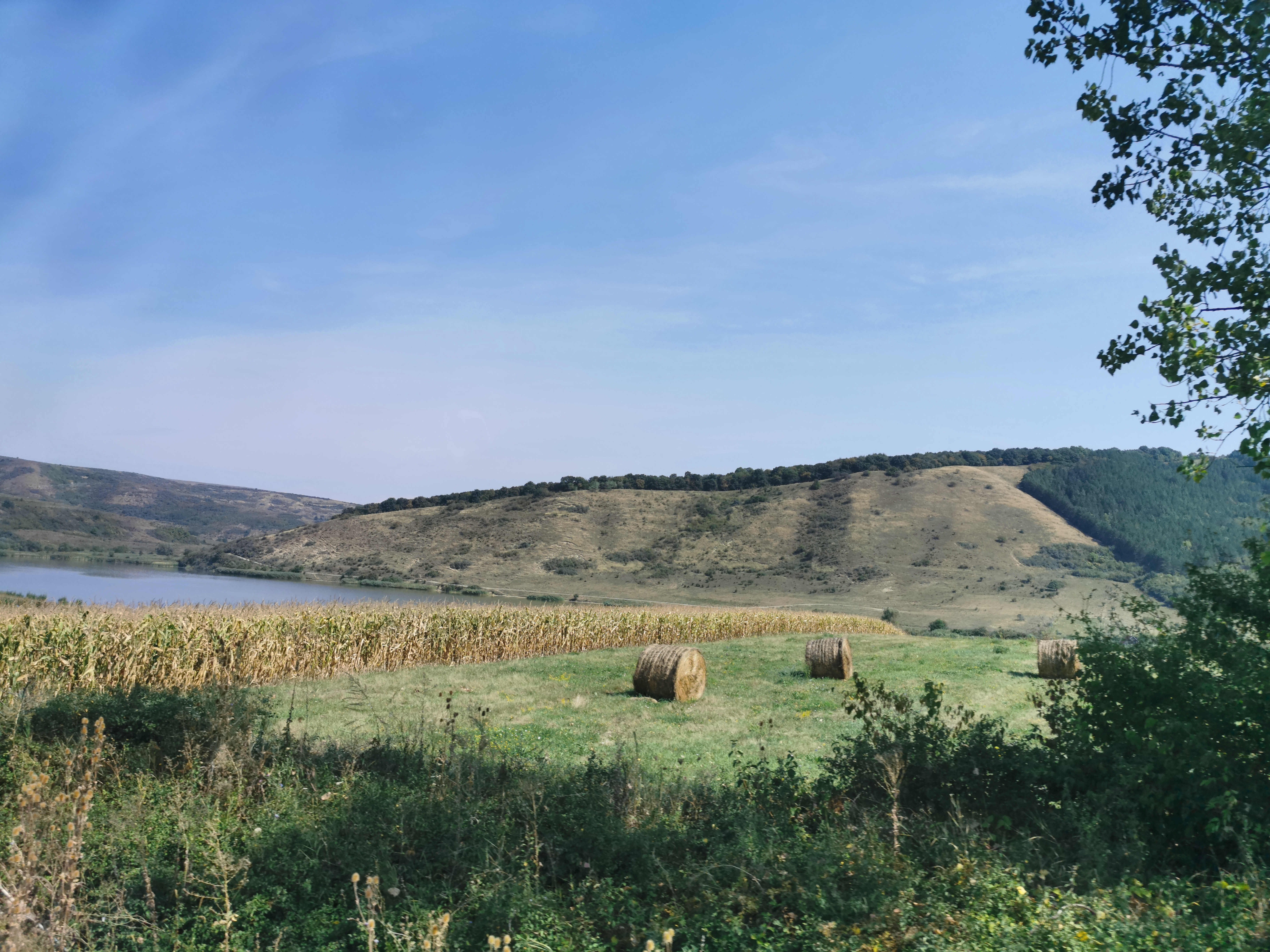
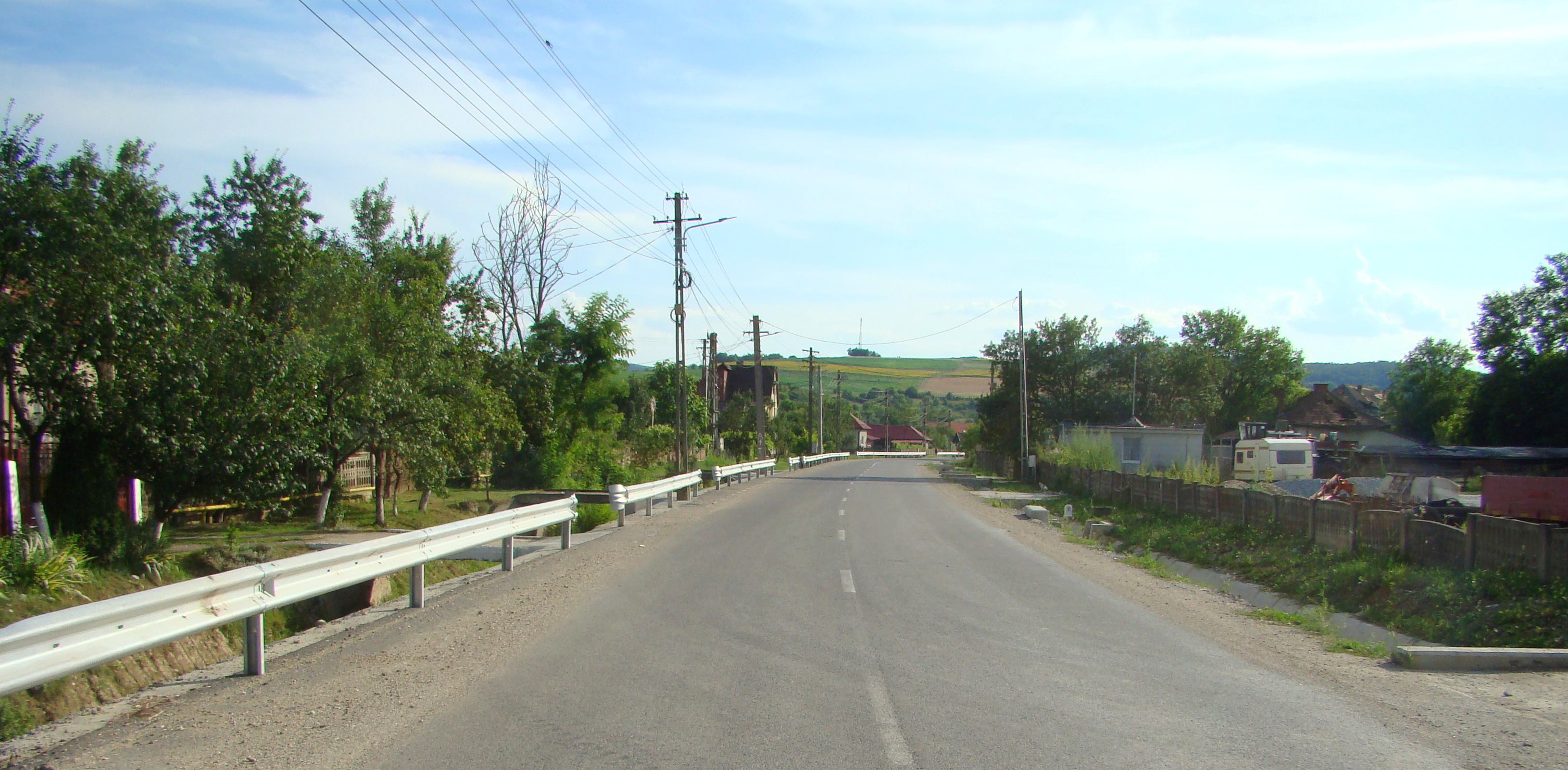
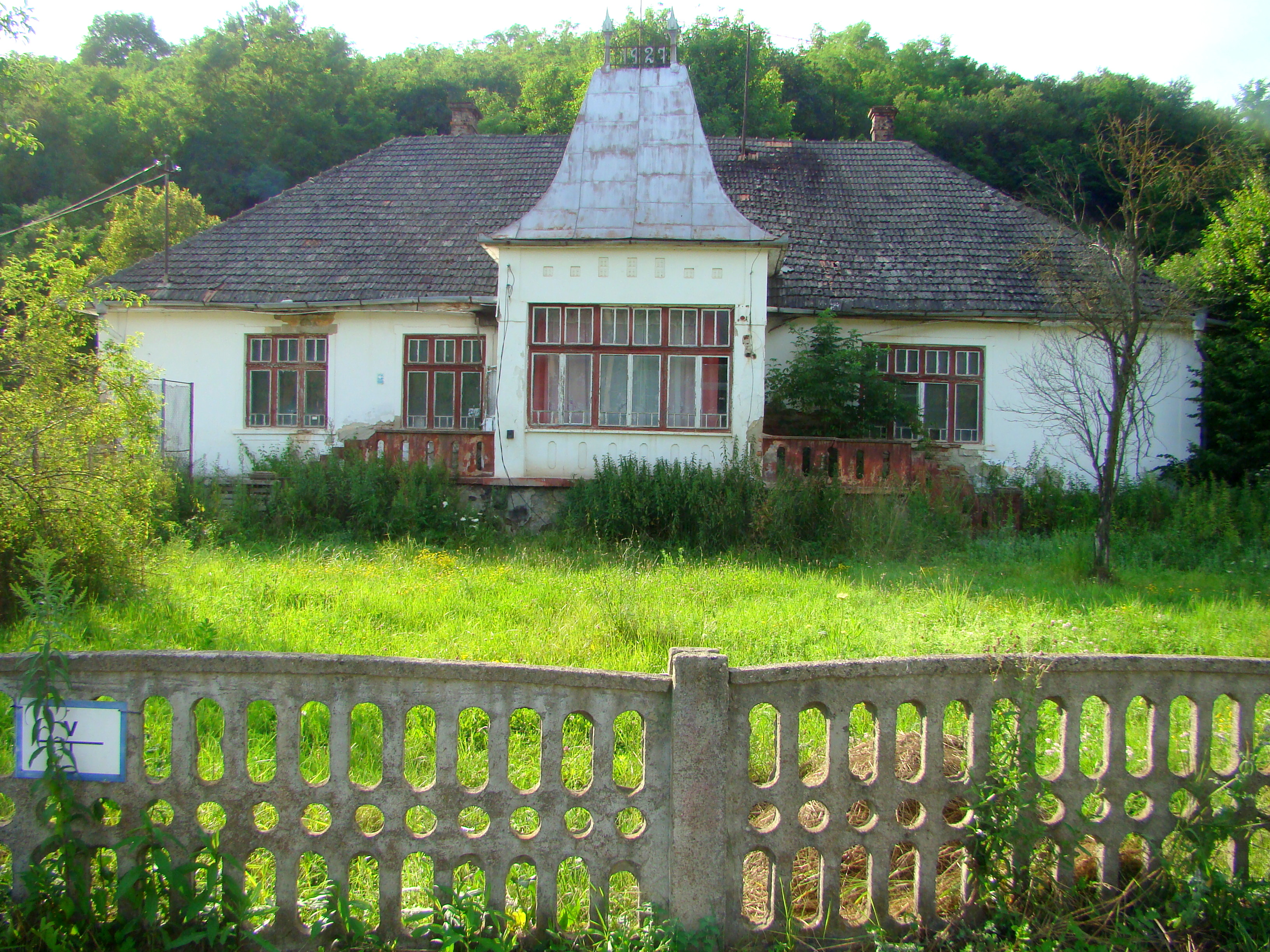
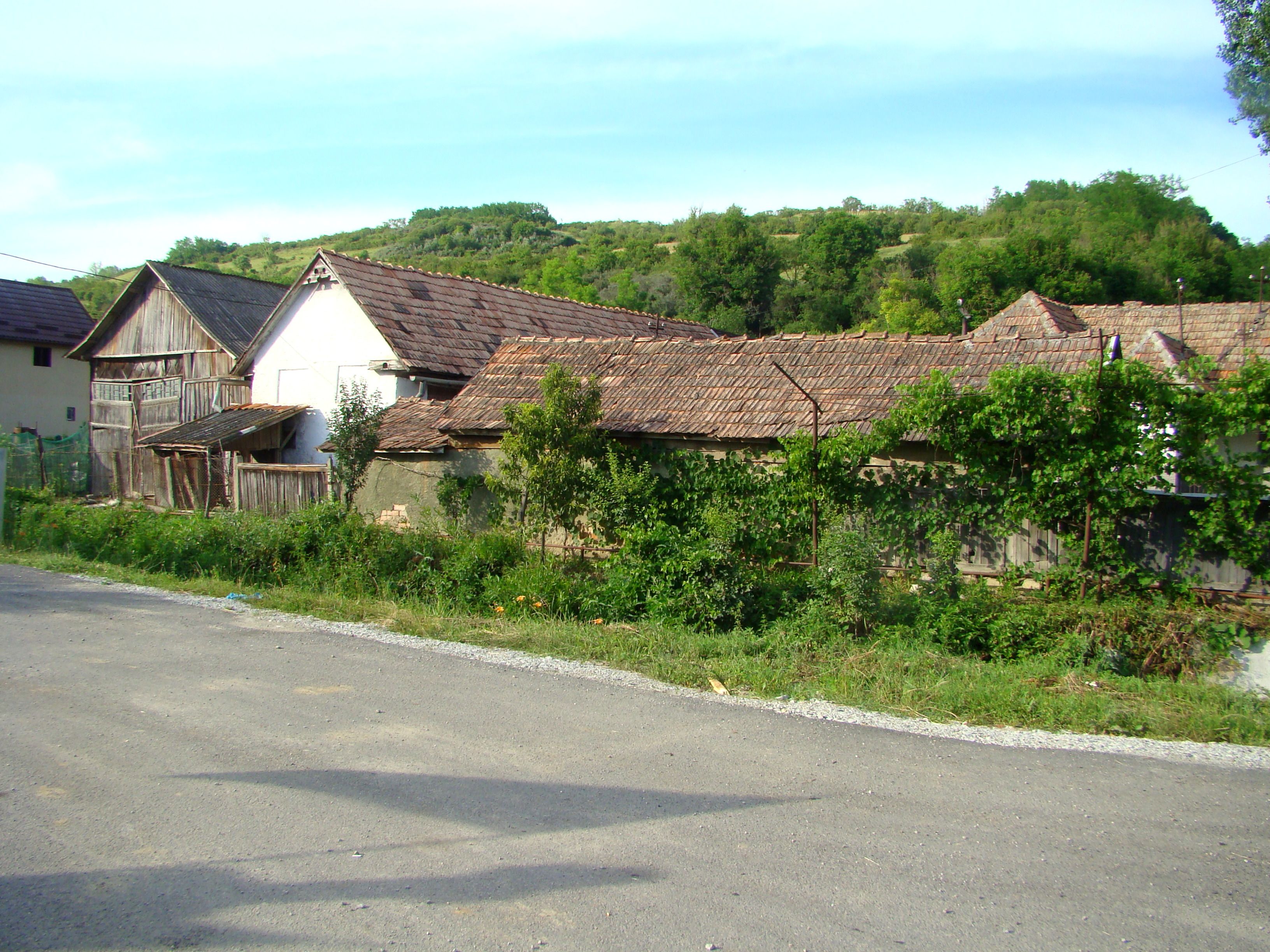